# Памятники архитектуры Киева
Памятники архитектуры Киева — список памятников архитектуры в Киеве. Понятие «памятник архитектуры» включает в себя охраняемые государством объекты культурного наследия. Список не охватывает утраченные памятники архитектуры и не включает в себя объекты охраняемого археологического комплекса, памятники монументальной пропаганды, садово-паркового искусства и историко-мемориальные объекты (захоронения).

## А
- Аскольдова могила[1]
- Андреевская церковь[2]
- Астрономическая обсерватория Киевского университета[3]

## Б
- Бессарабский рынок[3]
- Бурса (Киевская духовная академия)[4]

## В
- Военный госпиталь (Киевская крепость)[3]
- Выдубицкий Свято-Михайловский монастырь[4]

## Д
- Детский сад № 1 «Орлёнок» завода «Арсенал»
- Дом с химерами[3]
- Дом Трубецких[5]
- Духовная семинария (НАОМА)[6]

## Ж
- Жилой дом Киевского военного округа

## З
- Золотые ворота[7]
- Здание Национального банка Украины[3]

## И
- Институт благородных девиц[3]
- Ильинская церковь[8]

## К
- Киево-могилянская академия[8]
- Киево-Печерская Лавра[8]
- Киевский национальный университет имени Тараса Шевченко[1]
- Китаевская пустынь[7]
- Клиника Качковского[3]
- Кловский дворец[3]
- Колонна Магдебургского права[4]

## М
- Мариинский дворец[8]

## Н
- Национальная академия наук Украины[8]
- Национальная филармония Украины[9]
- Национальный музей истории Украины
- Национальный музей Тараса Шевченко[3]
- Национальный художественный музей Украины[3]
- Николаевский костёл[3]

## П
- Педагогический музей[3]
- Покровская церковь на Подоле[8]
- Почтовая станция[8]

## Р
- Ресторан «Динамо»

## С
- Солнечные часы Киево-Могилянской академии
- Софиевский собор[4]

## Т
- Троицкий Ионинский монастырь[3]

## Ц
- Центральный Дом офицеров Вооруженных Сил Украины
- Церковь Николы Доброго (колокольня)[4]